# Briarella risbeci
Briarella risbeci is een eenoogkreeftjessoort uit de familie van de Philoblennidae. De wetenschappelijke naam van de soort is voor het eerst geldig gepubliceerd in 1928 door Monod.